# Max Rayne, Baron Rayne
Max Rayne, Baron Rayne Kt FRCP FRCPsych (* 8. Februar 1918 in East End, London; † 10. Oktober 2003) war ein britischer Immobilienunternehmer und Philanthrop, der mehrere Jahre Vorsitzender des Royal National Theatre war und 1976 als Life Peer aufgrund des Life Peerages Act 1958 Mitglied des House of Lords wurde. Mehr als vier Jahrzehnte lang baute Rayne London Merchant Securities (LMS) auf, eine Immobiliengruppe, die sich hauptsächlich auf gemeinsame Entwicklungen mit Grundbesitzern wie dem Verwaltungsgremium der Church of England (Church Commissioners) und den großen Londoner Grundstückseigentümern spezialisierte. Zuletzt besaßen Rayne und seine Familie ein Drittel der Anteile an LMS, welches eine Marktkapitalisierung von rund 250 Millionen Pfund Sterling hatte. Zahlreiche Erlöse wurden für wohltätige Zwecke verwendet wie zunächst durch anonyme Spenden und später durch die Max Rayne Foundation, eine Stiftung, die jährlich Zuwendungen von 2 Millionen Pfund für Kunst, wissenschaftliche und medizinische Forschung vergab.

## Leben

### Herkunft und Beginn als Grundstücksinvestor
Rayne, der einer aus Polen eingewanderten jüdischen Familie stammte und als Sohn eines Schneiders im Londoner East End aufwuchs, besuchte die Central Foundation Boys’ School. Danach arbeitete er als Schneider im Atelier seines Vaters und absolvierte daneben ein Abendstudium der Rechtswissenschaften am University College London (UCL). Während des Zweiten Weltkrieges leistete er seinen Militärdienst als Korporal bei der Royal Air Force (RAF).
Nach Beendigung seiner Militärdienstzeit nahm Rayne 1947 seine Tätigkeit als Schneider im Atelier seines Vaters wieder auf, und kurz darauf mieteten sie ein Ladenlokal in der Wigmore Street für eine jährliche Miete von 500 Pfund Sterling für ihren Bekleidungsbetrieb. Als sich die Räume allerdings als ungeeignet erwiesen, kam es zu einer Untervermietung mit einem Gewinn von mehr als 3000 Pfund Sterling. Nach dem Ruhestand seines Vaters verkaufte er das Bekleidungsunternehmen.
Seine nächste Investition war eine Beteiligung an einem ebenfalls in der Wigmore Street liegenden Geschäftskomplex, in dem Marks & Spencer der Ankermieter sein sollte. Nachdem Marks & Spencer von seiner Beteiligung absah, fand Rayne Mitinvestoren, die es ihm ermöglichten die Entwicklung zu vollenden und eine höhere Miete zu sichern. Aus seiner eigenen Investition von nur 1250 Pfund Sterling konnte er somit letztlich einen Gewinn von 900.000 Pfund Sterling verwirklichen.
Im wachsenden Grundstücksmarkt der 1950er Jahre wuchs auch Raynes Unternehmen, da er insbesondere erfolgreich war, sogenannte Blue-Chip-Institutionen und Grundbesitzer zu überzeugen, seine unternehmerischen Ziele zu unterstützen. Eine seine erfolgreichsten Geschäftsabschlüsse jener Zeit war die Wiederentwicklung der Eastbourne Terrace beim Bahnhof Paddington, die finanziell vollständig von der Grundstücksverwaltung der Church of England (Church Commissioner) übernommen wurde, während sein Unternehmen die Hälfte des Gewinns von 6 Millionen Pfund Sterling erhielt. Daneben hatte er Geschäftserfolge in der Zusammenarbeit mit dem Immobiliengruppe Portman Estate, der ein Großteil der Baker Street gehörte.

### Übernahme der London Merchant Securities und weitere Unternehmensbeteiligungen
1957 übertrug Rayne seine Grundstücksbeteiligungen zur London Merchant Securities (LMS), ein 1873 als London & Hanseatic Bank gegründetes Investmentunternehmen, das später von einer aus der Tschechoslowakei übernommen wurde. Zum Zeitpunkt der Übernahme des Unternehmens durch Rayne umfasste der Großteil des Substanzwertes Schadensersatzansprüche gegen die Regierung der Komunistická strana Československa (KPČ) in der Tschechoslowakei.
Zugleich erwarb er das älteste an der London Stock Exchange notierte Unternehmen New River, das Grundbesitz in Islington sowie einen Anteil an einem Grundstück von mehr als 20 Millionen Quadratmetern (5000 Acre) am Stadtrand von Glasgow, das er zusammen mit William Stirling entwickelte. Ferner hielt er zeitweilig einen Anteil von 50 Prozent an dem zwischen 1964 und 1968 gebauten General Motors Building in der Fifth Avenue in New York City, das zu der Zeit einen Wert von 110 Millionen US-Dollar hatte.
Daneben besaß er Anteile an Druck- und Industrieunternehmen sowie British Lion Films und der Boulevardzeitung Daily Express. Ferner beteiligte er sich 1961 an der Invergordon Distillery, die auf einer Seite des Cromarty Firth gegründet wurde, nachdem die aufgegebenen Einrichtungen der Admiralität aufgegeben wurden und eine große Arbeitslosigkeit in Invergordon zurückließ. Die Distillerie wurde zur größten Europas und produzierte zunächst rund 45 Millionen Liter Whisky jährlich. Nach dem Rückgang der Produktion und Gewinnverlusten verkaufte Rayne seine Anteile 1977.

### Max Rayne Foundation
Bereits 1962 gründete er mit der nach ihm benannten Max Rayne Foundation eine Stiftung, die jährlich mehrere Millionen Pfund spendete.
Zu den Begünstigten der Stiftung gehörten das University College London, an dem er Studentenunterkünfte und Einrichtung der Juristischen Fakultät unterstützte, sowie das Darwin College der University of Cambridge. Das St Thomas’ Hospital im London Borough of Lambeth, dessen Verwaltungsratsmitglied er war, erhielt eine Förderung von 750.000 Pfund Sterling, während andere Krankenhäuser in London eine Unterstützung für die Forschung erhielt. Der National Gallery spendete er eine Summe von 225.000 Pfund Sterling und unterstützte ferner den Hampstead Theatre Club. In Frankreich gründete er eine Forschungseinheit am Institut Pasteur sowie einen Standort des British Institute. Die Max Rayne Foundation unterstützt zudem die Hand-in-Hand-Schule in Jerusalem, in der arabische und jüdische Kinder gemeinsam unterrichtet werden.
1965 heiratete er in zweiter Ehe die vierzehn Jahre jüngere Lady Jane Antonia Frances Vane-Tempest-Stewart, eine Tochter von Robin Vane-Tempest-Stewart, 8. Marquess of Londonderry, die als eine der Assistentin der Mistress of the Robes 1953 an der Krönung von Queen Elisabeth II. mitgewirkt hatte.
Als Unterstützer des britischen Judentums wurde Rayne 1966 Ehren-Vizepräsident des Jüdischen Wohlfahrtsamtes (Jewish Welfare Board), das seit 1990 ein Teil britisch-jüdischen Wohlfahrtsorganisation Jewish Care ist. Ferner fungierte er als Präsident auf Lebenszeit von Motability, eine Organisation zur Unterstützung von Menschen mit Behinderungen.

### Knight Bachelor und Vorsitzender des Royal National Theatre

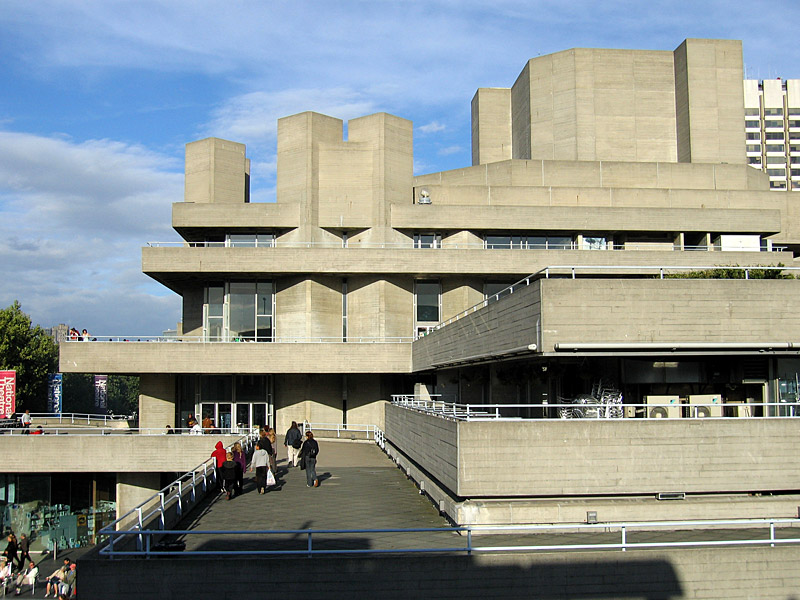
Das Royal National Theatre im Londoner Stadtteil South Bank, dessen Vorsitzender Rayne zwischen 1971 und 1988 war

Rayne, der zwischen 1967 und 1975 Vorsitzender des London Festival Ballet Trust war, wurde 1968 von der Universität London ein Ehrendoktor der Rechtswissenschaften (Hon. LL.D.) verliehen.
Zum 1. Januar 1969 wurde Rayne zum Knight Bachelor geschlagen und trug seither den Namenszusatz „Sir“. Daneben fungierte er als Mitglied der Verwaltungsräte der 1963 vom Violinisten Yehudi Menuhin gegründeten Yehudi Menuhin School und der Royal Ballet School sowie als Mitglied des Beirates der traditionsreichen Schauspielschule Royal Academy of Dramatic Art (RADA).
Auf Anregung des damaligen Vorsitzenden des britischen Kunstrates, Arnold Goodman, Baron Goodman, wurde Rayne 1971 Vorstandsvorsitzender des Royal National Theatre. Zu dieser Zeit zog die Theatergesellschaft in den neu errichteten Theaterbau im Londoner Stadtteil South Bank, was eine große finanzielle Herausforderung darstellte. Zugleich endete in dieser Zeit die langjährige Tätigkeit von Laurence Olivier als Intendant, der im Oktober 1973 von Peter Hall abgelöst wurde. In seinen 1982 erschienenen Memoiren kritisierte Olivier Rayne als Hauptverantwortlichen für seinen vorzeitigen Rücktritt als Intendant, was von Rayne zurückgewiesen wurde.
Rayne als Vorstandsvorsitzender und Hall als Intendant verblieben auf ihren Posten beim Royal National Theatre bis 1988. Dabei kümmerte sich Rayne nicht nur um die finanzielle Organisation der Gesellschaft, sondern befasste sich auch mit anderen Schwierigkeiten, wie zum Beispiel bei den Vorwürfen einer angeblichen Obszönität im Stück The Romans in Britain von Howard Brenton. Daneben versuchte er in Streitigkeiten zwischen Peter Hall und der Regierung von Premierministerin Margaret Thatcher in Fragen der öffentlichen Kunstförderung zu vermitteln. Zum Ende seiner Amtszeit als Vorsitzender des Royal National Theatre spendete er 250.000 Pfund Sterling zur Gründung einer neuen Theaterstiftung.

### Oberhausmitglied und letzte Lebensjahre
Durch ein Letters Patent vom 2. August 1976 wurde Rayne, der 1973 auch Ritter der Ehrenlegion wurde, auf Rücktrittsehrungsliste (Resignation Honours List) von Premierminister Harold Wilson als Life Peer mit dem Titel Baron Rayne, of Prince’s Meadow in the County of Greater London, in den Adelsstand erhoben und gehörte damit bis zu seinem Tod dem House of Lords als Mitglied an. Seine offizielle Einführung in das Oberhaus erfolgte am 12. Oktober 1976 mit Unterstützung durch Charles Moore, 11. Earl of Drogheda und Arnold Goodman, Baron Goodman. Als Oberhausmitglied schloss er sich den Crossbencher an, der Gruppe der parteilosen Peers.
1977 wurde er ferner Fellow des Royal College of Psychiatrists (FRCPsych) sowie 1992 des Royal College of Physicians (FRCP)
Rayne, dessen Privatvermögen im Jahr 2000 rund 175 Millionen Pfund Sterling betrug, war bis 2000 Vorstandsvorsitzender und im Anschluss Präsident auf Lebenszeit der London Merchant Securities, die die Immobilienkrisen 1974 und in den frühen 1990er Jahren relativ gut überstand. 1997 hatte er eine vergleichsweise seltene Schlagzeile in den Finanznachrichten, nachdem LMS eine Schadensersatzklage in Höhe von 179 Millionen Pfund Sterling gegen British Satellite Broadcasting (BSB) verlor, an dem LMS zuvor Minderheitsanteilseigner war. Daneben war er zwischen 1992 und 1995 Vorstandsvorsitzender sowie Chief Executive Officer (CEO) und damit Nachfolger des von seinem Freund Bernard Delfont, Baron Delfont gegründeten Unterhaltungsunternehmens First Leisure Corporation.